# Pflichtablieferungsverordnung (Österreich)
Die österreichische Pflichtablieferungsverordnung (abgekürzt PflAV) wird vom Bundeskanzler verordnet und regelt die Pflicht von Verlagen zur Ablieferung und Anbietung von Medienwerken (insbesondere Druckwerken) an die Österreichische Nationalbibliothek und die Bibliotheken der Länder. Wesentliche Grundlage für die Verordnung ist das Mediengesetz (MedienG).
Die am 27. August 2009 in Kraft getretene Pflichtablieferungsverordnung ersetzt die Verordnung des Bundesministers für Justiz vom 4. Dezember 1981 über die Ablieferung und Anbietung von Bibliotheksstücken nach dem Mediengesetz aus dem Jahr 1981 sowie die Verordnung des Bundeskanzlers über die Anbietungs- und Ablieferungspflicht bei sonstigen Medienwerken nach dem Mediengesetz aus dem Jahr 2001 und führt diese in einer Verordnung zusammen.

## Druckwerke
In § 1 PflAV ist eine Ablieferungspflicht von periodisch erscheinenden und sonstigen Druckwerken (z. B. Bücher, Zeitschriften etc.) geregelt. Diese stützt sich auf § 43 MedienG. Demnach ist ein Druckwerk je nach Erscheinungsort an jeweils zwei Bibliotheken in demjenigen Bundesland, in dem es erscheint sowie in jedem Fall an die Österreichische Nationalbibliothek abzuliefern. Weiters ist jedes Druckwerk der Parlamentsbibliothek und der Administrativen Bibliothek des Bundes zur Abnahme beziehungsweise zum Bezug anzubieten.
Nach § 5 PflAV gilt die Pflicht für Kleindruckwerke nur eingeschränkt.

## Sonstige Medienwerke
Für sonstige Medienwerke (Websites, Computerspiele etc.) sind im Mediengesetz ebenfalls Pflichten zur Ablieferung und Anbietung festgelegt, die in der Pflichtablieferungsverordnung konkretisiert werden.

## Behörden und Strafbestimmungen
Gemäß § 45 MedienG ist für die Durchsetzung der Bestimmungen die jeweils zuständige Bezirksverwaltungsbehörde beziehungsweise für Gemeinden, für die die Landespolizeidirektion Sicherheitsbehörde I. Instanz ist, die Landespolizeidirektion zuständig. Es können Verwaltungsstrafen bis zu 2180 Euro verhängt werden.